# Downie Point
Downie Point är en udde i Storbritannien.   Den ligger i kommunen Aberdeenshire och riksdelen Skottland, i den norra delen av landet, 600 km norr om huvudstaden London.
Terrängen inåt land är platt åt sydväst, men åt nordväst är den kuperad. Havet är nära Downie Point åt sydost.  Närmaste större samhälle är Stonehaven, 1,7 km norr om Downie Point. 